# Cztery sztuki
Cztery sztuki – w dawnych Chinach cztery umiejętności, które powinien opanować człowiek wykształcony. Związane z konfucjańską doktryną wszechstronnego rozwijania własnej osobowości. Były to:
- qin (琴) – muzyka
- qi (棋) – gra w go
- shu (書) – kaligrafia
- hua (畫) – malarstwo

Tradycja każdej sztuce przypisała za patrona jednego z wielkich mistrzów dawnych czasów, biegłego w danej dziedzinie: muzyce Yu Boya, szachom Wanga Yi, kaligrafii Wanga Xizhi, malarstwu Wang Weia.